# Onzaga (kommun)
Onzaga är en kommun i Colombia.   Den ligger i departementet Santander, i den centrala delen av landet, 230 km nordost om huvudstaden Bogotá. Antalet invånare är 5 707.